# Babajide Collins Babatunde
Babajide Collins Babatunde (født 2. december 1988), populært kaldet Baba Collins eller bare Baba, er en nigeriansk professionel fodboldspiller. Han kan spille både som central offensiv midtbane og som angriber. Collins har tidligere spillet i klubben FC Ebedei i Nigeria og i FC Midtjylland. Han scorede Superligaens hidtidige hurtigste mål efter 17 sekunder i sin tredje kamp for FC Midtjyllands førstehold den 5. april 2007 på Aalborg Stadion mod AaB.
Efter flere leje-ophold i både danske og udenlandske klubber, skrev Collins i 2012 kontrakt med FC Ordabasy, som han før havde været udlejet til.

## Professionel fodbold for FC Midtjylland

### Ungdomsår
Baba Collins blev hentet til FC Midtjyllands fodboldakademi allerede som 16-årig. Tidligt viste han sig som en stor profil for FC Midtjyllands ungdomshold. Han scorede mål på samlebånd og blev efter næsten hver kamp fremhævet af trænerne. Han kunne således allerede have fået sin debut for FC Midtjyllands førstehold i en alder af 16 år, men da FIFA's regler siger, at en spiller som oprindeligt kommer fra et kontinent ikke må spille professionel fodbold på et andet kontinent, før han er fyldt 18 år, kunne han ikke få den nødvendige tilladelse. I stedet tørnede han ud for ungdomsholdet og var medvirkende til at ynglingeholdet vandt guld i Ynglingeligaen. 

### Første sæson
Baba Collins blev rykket op på FC Midtjyllands førstehold i sæsonen 2006-07 i vinterpausen. Han spillede omkring 10 kampe i foråret med blandet succes. Han imponerede bl.a. med sin hurtighed og nærkampsstyrke, men havde samtidig lidt problemer med at få bolden over stregen, og han lavede blot 2 mål i 10 kampe. Han havde dog sin andel i FC Midtjyllands sølvmedaljer, da han lavede mange gode afleveringer, heraf flere målgivende. 